# Kindesunterhalt
Kindesunterhalt ist der Unterhalt, den Eltern gegenüber ihren Kindern zu leisten haben.
Die Verpflichtung der Eltern, neben Obsorge und Erziehung auch für den Lebensbedarf von Kindern zu sorgen, die sich nicht selbst versorgen können, ist Ausdruck der familiären Solidarität. Die Pflicht zum Unterhalt besteht im Allgemeinen nicht nur gegenüber Minderjährigen oder Unmündigen, sondern auch darüber hinaus, in Zeiten der Ausbildung und Einkommensschwäche. Auch beschränkt sich Unterhalt nicht auf das Leben im gemeinsamen Haushalt.

## Nationale Regelungen

### Deutschland
Kindesunterhalt (Anspruch des Kindes gegenüber einem Elternteil) ist in Deutschland gesetzlich geregelt in §§ 1601 ff. BGB, vergl. insbesondere § 1612a BGB. Für den Mindestunterhalt minderjähriger Kinder besteht hiernach eine Staffelung nach Alter (bis 6. Lebensjahr, 7.–12. Lebensjahr, ab 13. Lebensjahr). Bei der Ermittlung der Höhe werden das Kindergeld gemäß § 1612b BGB und andere kindbezogene Leistungen gemäß § 1612c BGB angerechnet.
Der finanzielle Unterhalt richtet sich nach der Mindestunterhaltsverordnung, deren jährliche Beträge alle zwei Jahre angepasst werden und der die Höhe des finanziellen Anspruchs regelt.

### Österreich
In Österreich ist der Kindesunterhalt durch das Kindschaftsrecht, insbesondere durch die § 231 ff AGBG gesetzlich geregelt. Grundsätzlich sind beide Elternteile unterhaltspflichtig. Der Elternteil, der die Betreuung des Kindes (Pflege und Erziehung) leistet, leistet dadurch seinen Beitrag. Der andere Elternteil, der nicht im gemeinsamen Haushalt mit dem Kind lebt, ist in Geld unterhaltspflichtig.
Der Unterhalt wird durch das Bedarfs- und Leistungsprinzip „bemessen“ (nicht berechnet). Je höher das Einkommen (Durchschnittsnettoeinkommen) des jeweils Unterhaltspflichtigen ist, desto mehr Unterhalt ist zu leisten. Jeder Elternteil muss bemüht sein, entsprechend seinen Kräften zum Unterhalt des Kindes beizutragen. Im Streitfalle entscheidet auf Antrag (des jeweils obsorgeberechtigten Elternteiles namens des Kindes) das Pflegschaftsgericht im Verfahren außer Streit. Jedoch kann hierbei auch der sog. Anspannungsgrundsatz zur Anwendung gelangen, wonach der Unterhaltspflichtige einen Unterhalt für das Kind zahlen muss, welcher er bei Anspannung seiner Kräfte – als pflichtbewusster Elternteil – zu leisten im Stande wäre. Für die Unterhaltshöhe werden großteils die durch die Rechtsprechung entwickelten Prozentsätze herangezogen (0 – 6 Jahre: 16 %, 6 – 10 Jahre: 18 %, 10–15: 20 % und ab 15 Jahre: 22 %). Weitere Sorgepflichten werden durch prozentuelle Abschläge berücksichtigt (abzüglich 1 % für Kinder <10 Jahre, abzüglich 2 % für Kinder > 10 Jahre). Der Unterhalt wird für Kinder bis 10 Jahre mit dem 2-fachen und Kinder über 10 Jahre mit dem 2,5-fachen Regelbedarfssatz gedeckelt („Luxusgrenze“).

### Schweiz
In der Schweiz ist der Kindesunterhalt in Art. 285 ZGB geregelt. Es gilt wie in Österreich eine Prozentregelung mit Mindestsatz (17 % des Nettoeinkommens, mindestens jedoch 250 Schweizer Franken), wie sie in den Zürcher Tabellen niedergelegt sind. Bei Niedrigverdienern wird anhand des konkret berechneten Nettobedarfs des Unterhaltspflichtigen berechnet, was dem Kind zugesprochen werden kann.
Die Voraussetzungen des Kindesunterhalts sind grundsätzlich ein bestehendes Kindesverhältnis und die Unmündigkeit des Kindes.

### Frankreich
In Frankreich gibt es keine gesetzliche Regelung zum Unterhalt, er wird bei Uneinigkeit gerichtlich festgesetzt, und orientiert sich ausschließlich an der Leistungsfähigkeit des Unterhaltspflichtigen. Für die in Frankreich übliche jährliche Anpassung der Unterhaltssumme legt man die den Indice INSEE zugrunde.